# Madracis kirbyi
Madracis kirbyi är en korallart som beskrevs av Veron och Marcel Pichon 1976. Madracis kirbyi ingår i släktet Madracis och familjen Pocilloporidae. IUCN kategoriserar arten globalt som livskraftig. Inga underarter finns listade i Catalogue of Life.